# 郏亶

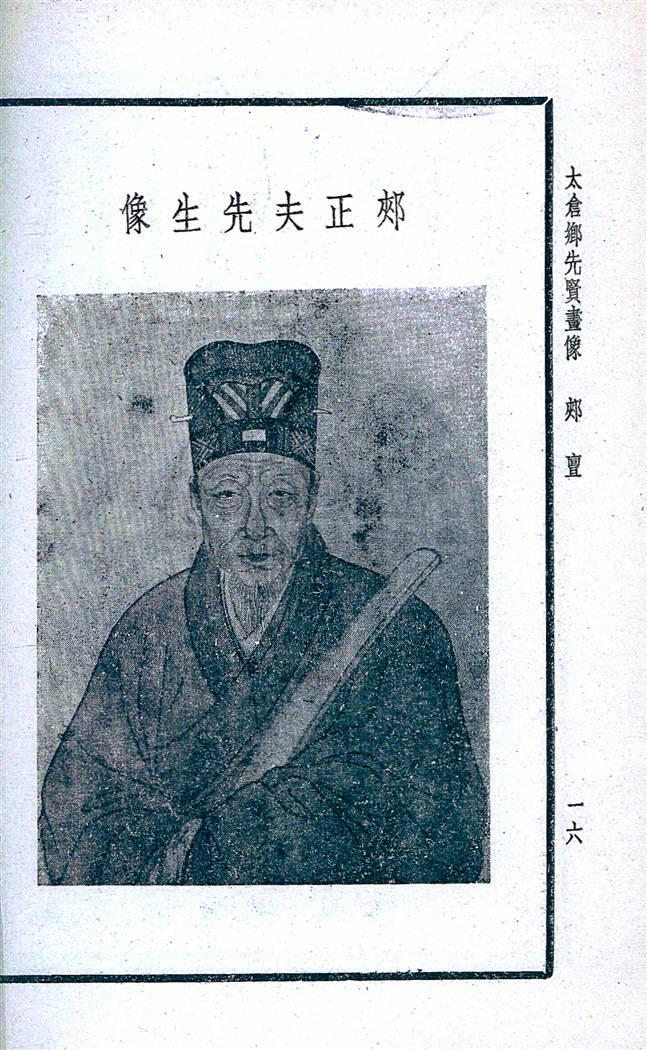
郟正夫先生像

郏亶（1038年—1103年），字正夫，北宋苏州太仓人。
嘉祐二年进士。熙宁三年（1070年），建议宋神宗治理苏州水田。批评前人六失，总结自己六得。提出《治田利害大概》七条。五年（1072年），担任司农寺丞，提举兴修两浙水利。后被弹劾去职。他在家乡大泗瀼试行自己的方案，开场圃沟浍，获得丰收。绘图献给朝廷，再任司农寺丞，江东转运判官，在温州知州任上去世，著作有《吴门水利书》。
有一子郟僑。